# Chotiaczów (gmina)
Chotiaczów – dawna gmina wiejska istniejąca do 1939 roku w woj. wołyńskim (obecnie na Ukrainie). Siedzibą gminy był Chotiaczów.
W okresie międzywojennym gmina Chotiaczów należała do powiatu włodzimierskiego w woj. wołyńskim. Według stanu z dnia 4 stycznia 1936 roku gmina składała się z 36 gromad.
W okresie II Rzeczypospolitej osadnikami wojskowymi w osadzie Orliczyn na obszarze gminy zostali oficerowie płk Stanisław Dreszer, płk Rudolf Dreszer i rtm Juliusz Dreszer.
Po wojnie obszar gminy Chotiaczów wszedł w struktury administracyjne Związku Radzieckiego.